# 福原奈見
福原 奈見（ふくはら なみ、1976年3月28日 - ）は、関東地方を拠点に活動している日本のフリーアナウンサー。シー・フォルダ所属。

## 来歴
北海道出身。北海道遠軽高等学校、札幌大学女子短期大学部、早稲田大学大学院人間科学研究科修士課程修了。
ヤクルト本社北海道支店を経て、NHK札幌放送局の契約キャスターを務めた後、シー・フォルダ所属のフリーアナウンサーになる。同社からの派遣により、2007年4月から2010年3月までテレビ埼玉 (TVS) の契約アナウンサーを、2012年4月から2013年9月までBS11のニュースキャスターを務めていた。それと並行して、2010年4月からJ-WAVEニュースルームの契約アナウンサーも務めている。
テレビやラジオ以外の場では、司会業を主とする活動を展開。主に医療分野・経済分野のシンポジウムやセミナーで、コーディネーターないしはファシリテーターを務めている。

## 担当番組

### ラジオ番組
- もぎたてラジオ便ほっかいどう（NHK札幌放送局） - キャスター
- ヘッドラインニュース（J-WAVE）

### テレビ番組
- テレ玉ニュース（テレビ埼玉） - キャスター[5]
- ひるたま（テレビ埼玉） - ニュース担当[2]
- ごごたま（テレビ埼玉） - ニュース担当[2]
- ニュース930（テレビ埼玉） - キャスター
- 埼玉ビジネスウォッチ（テレビ埼玉） - キャスター
- はっぴーママテレビ（テレビ埼玉） - ナレーター
- これが新しい医療のかたち（テレビ埼玉） - ナレーター
- 2009埼玉を語る (テレ玉・2009年1月2日) 司会
- BS11 NEWS（BS11） - キャスター

### ネット配信番組
- Music Sketch（GoodyGoody ポッドキャスト） - ナレーター